# Vanderhorstia macropteryx
Vanderhorstia macropteryx es una especie de peces de la familia de los Gobiidae en el orden de los Perciformes.

## Morfología
- Los machos pueden llegar a alcanzar los 8,1 cm de longitud total.
- Número de  vértebras: 26.

## Hábitat
Es un pez de Mar y, de clima subtropical y demersal que vive entre 20-110 m de profundidad. 

## Distribución geográfica
Se encuentra en el Japón. 

## Observaciones
Es inofensivo para los humanos. 